# 음란물건제조죄
음란물건제조죄(淫亂物件製造罪)는 반포·판매 또는 임대하거나 공연히 전시할 목적으로 음란한 물건을 제조·소지, 수입 또는 수출하는 죄(244조). 본죄는 음란물건반포죄의 예비에 해당하는 특별죄이며, 목적범이다. 반포 등의 목적이 없는 단순한 소지는 죄가 되지 않는다.

## 같이 보기
- 대한민국 형법상 범죄 목록